# Guido Iván Minda Chalá
Guido Iván Minda Chalá (ur. 20 lutego 1960 w Apula) – ekwadorski duchowny rzymskokatolicki, w latach 2009–2022 biskup pomocniczy Guayaquil, biskup diecezjalny Santa Elena od 2022.

## Życiorys
Święcenia prezbiteratu przyjął 27 czerwca 1998 i został inkardynowany do diecezji Ibarra. Pracował głównie jako duszpasterz parafialny, jednocześnie będąc m.in. dyrektorem niższego seminarium diecezjalnego oraz wikariuszem biskupim ds. duchowieństwa.
4 listopada 2009 otrzymał nominację na biskupa pomocniczego archidiecezji Guayaquil ze stolicą tytularną Nisa in Lycia. Sakry biskupiej udzielił mu 28 listopada 2009 abp Antonio Arregui Yarza, metropolita Guayaquil.
2 lutego 2022 papież Franciszek mianował go pierwszym biskupem ordynariuszem nowo powstałej diecezji Santa Elena.